# Pfarrhaus Waal (Allgäu)

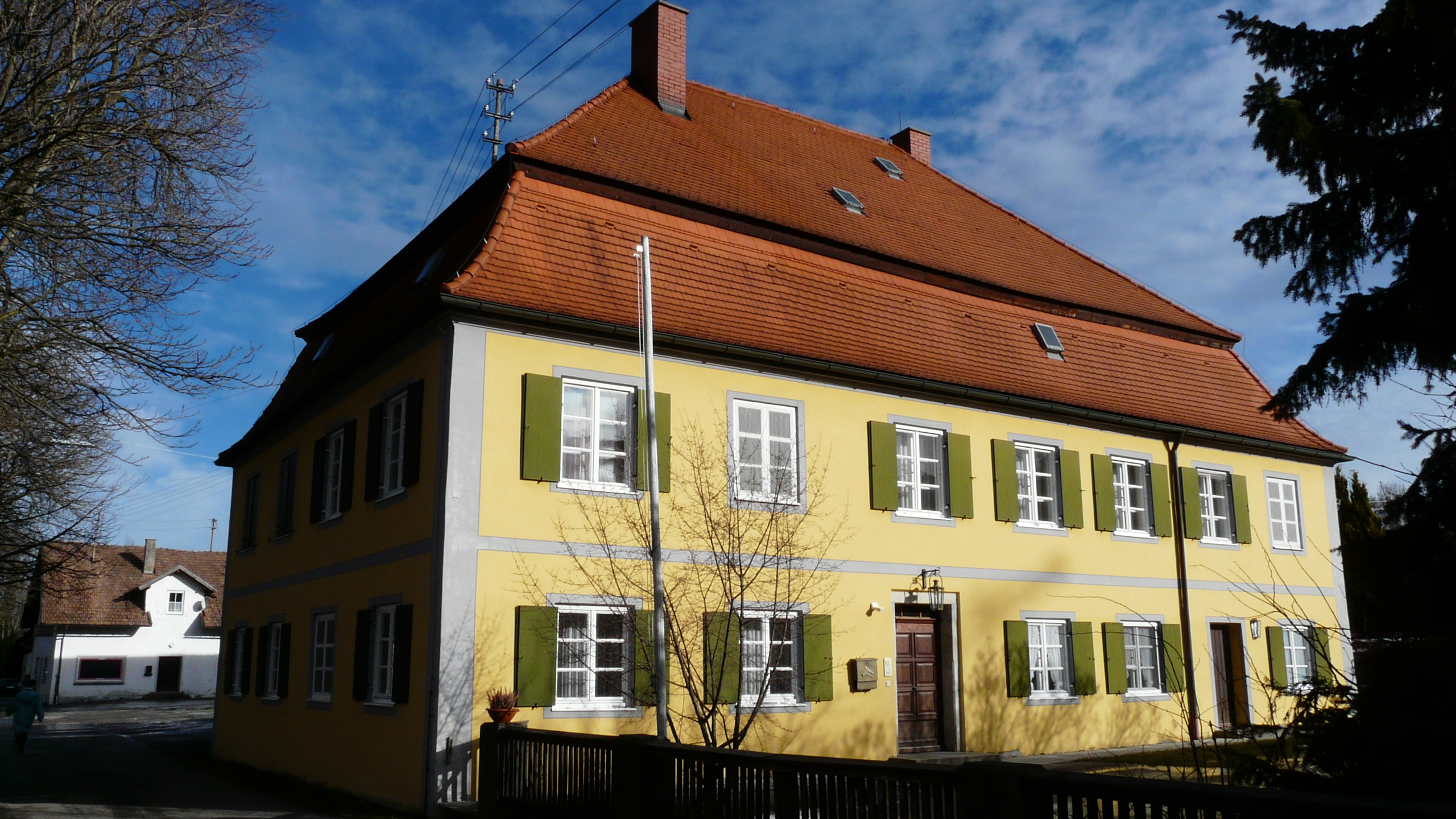
Pfarrhaus in Waal

Das Pfarrhaus in Waal, einer Marktgemeinde im Landkreis Ostallgäu im bayerischen Regierungsbezirk Schwaben, wurde 1774 errichtet. Das Pfarrhaus an der Ritter-von-Herkomer-Straße 25, nordöstlich der katholischen Pfarrkirche St. Anna, ist ein geschütztes Baudenkmal.
Der zweigeschossige Mansard-Walmdachbau besitzt sechs zu vier Fensterachsen. Die Fenster sind teilweise nur aufgemalt.